# Sukomarto
Sukomarto is een bestuurslaag in het regentschap Temanggung van de provincie Midden-Java, Indonesië. Sukomarto telt 2062 inwoners (volkstelling 2010).